# Koninginnetunnel (Brussel)
De Koninginnetunnel is een tunnel gelegen in de Belgische hoofdstad Brussel. De tunnel maakt deel uit van de N277 of de Koninginnelaan. De tunnel loopt onder de spoorlijnen 25, 27, 36, 36N, 50 en 161/2. Ten zuiden van de tunnel bevindt zich dan ook het station Brussel-Noord.
Annie Cordytunnel · Baljuwtunnel · Belliardtunnel · Boileautunnel · Deltatunnel · Georges Henritunnel · Hallepoorttunnel · Jubelparktunnel ·Koninginnetunnel · Kortenbergtunnel · Kruidtuintunnel · Kunst-Wettunnel · Louizatunnel · Madoutunnel · Montgomerytunnel · Naamsepoorttunnel · NAVO-tunnel · Pachecotunnel · Reyerstunnel · Rogiertunnel · Stefaniatunnel · Tervurentunnel · Troontunnel · Van Praettunnel · Vleurgattunnel · Wettunnel · Woluwetunnel